# Arjun Gupta
Arjun Gupta, né en 1987 en Floride, est un acteur américain connu pour son rôle de William "Penny" dans la série The Magicians.

## Filmographie

### Acteur
Cinéma
- 2009 : Maman mode d'emploi : Mikesh
- 2012 : Body of Proof Webisodes : Raj Patel / Raj Petal
- 2012 : Les Derniers Affranchis : DJ
- 2012 : Love, Lies and Seeta : Rahul Mehra
- 2013 : Hairbrained : Princeton One
- 2014 : Bridge and Tunnel : Terry
- 2015 : French Dirty : Steve
- 2015 : The Diabolical : Nikolai
- 2017 : The Hungry : Sunny Ahuja

Courts-métrages
- 2012 : The Female Orgasm Law
- 2013 : Sarah Silverman: Diva
- 2014 : Bedbug
- 2016 : Open House on Beverly

Séries télévisées
- 2009 : Fringe : MIT Guy #1
- 2009-2012 : Nurse Jackie : Sam
- 2012 : Checked Out : Rajit
- 2014 : Les experts : Capitaine Jack Ferris
- 2014 : Next Time on Lonny : Scott
- 2014-2015 : Murder : Kan
- 2015 : Limitless : Eli Whitford
- 2015 : The Walker : Michael
- 2015-2020 : The Magicians : William 'Penny' Adiyodi
- 2016 : Noches con Platanito : lui-même (invité)
- 2016 : Powerhouse : Ravi
- 2016 : The Richy Show : lui-même
- 2017 : Today : lui-même

Téléfilms
- 2008 : Redemption Falls : Tom
- 2009 : DeSiCiTi : Manbir
- 2013 : Company Town : Jack
- 2013 : Trafic de bébés : Dilip
- 2014 : Gretch & Tim : Mike

### Producteur
Séries télévisées
- Prochainement : Checked Outthe magicians